# Christer Hallerby
Ulf Christer Hallerby, född Nilsson 7 juli 1951 i Lund, är en svensk politiker (liberal) och var mellan 1992 och 1994 statssekreterare med ansvar för migration och integration samt mellan 2006 och 2010 statssekreterare för integrations- och jämställdhetsminister Nyamko Sabuni. Han var förbundsordförande i Folkpartiets ungdomsförbund mellan 1977 och 1979.